# 위험한 독신녀 2
《위험한 독신녀 2》(Single White Female 2: The Psycho)는 미국에서 제작된 케이스 샘플즈 감독의 2005년 스릴러 영화이다. 크리스틴 밀러 등이 주연으로 출연하였고 마크 바이언스탁 등이 제작에 참여하였다.

## 출연

### 주연
- 크리스틴 밀러
- 앨리슨 랭

### 조연
- 토드 밥콕
- 브룩 번즈
- 프랑소와 지로데이
- 트래시 맥콜
- 리프 휴튼

## 기타
- Line PD: 케네스 버크
- 공동제작: 조지 패라
- 미술: 레이코 코바야시
- 의상: 스테파니 포트노이